# Paramacroderoides
Paramacroderoides är ett släkte av plattmaskar. Paramacroderoides ingår i familjen Macroderoididae.
Kladogram enligt Catalogue of Life:
| Paramacroderoides | \| \| Paramacroderoides echinus \| \| \| \| \| \| Paramacroderoides pseudoechinus \| \| \| \| |
|                   | \| \| Paramacroderoides echinus \| \| \| \| \| \| Paramacroderoides pseudoechinus \| \| \| \| |
|                   | Alloglossidium                                                                                |
|                   |                                                                                               |
|                   | Alloglossoides                                                                                |
|                   |                                                                                               |
|                   | Alloglyptus                                                                                   |
|                   |                                                                                               |
|                   | Glypthelmis                                                                                   |
|                   |                                                                                               |
|                   | Haplometrana                                                                                  |
|                   |                                                                                               |
|                   | Hirudicolotrema                                                                               |
|                   |                                                                                               |
|                   | Hylotrema                                                                                     |
|                   |                                                                                               |
|                   | Macroderoides                                                                                 |
|                   |                                                                                               |
|                   | Pseudomagnivitellum                                                                           |
|                   |                                                                                               |
|                   | Paramacroderoides echinus                                                                     |
|                   |                                                                                               |
|                   | Paramacroderoides pseudoechinus                                                               |
|                   |                                                                                               |

|  | Paramacroderoides echinus       |
|  |                                 |
|  | Paramacroderoides pseudoechinus |
|  |                                 |